# شذرة تعلم
شذرة التعلم  هو نشاط تعلمي مصغر مدته لا تتجاوز الخمس دقائق يعرض على المتعلم بناء على سياق محدد من اجل الحصول على مخرجات تعلمية محددة.  يجوز تقييم نشاط الشذرة كما يمكن استعمالها من اجل التوضيح من دون أي تقييم. ويكون التعلم والتعليم من الاهداف الاصة للشذرات التعليمية.
الشذرات التعلمية هي من عناصر التعلم الاكتتابي المصغر الاساسية اذ ان تعلم الافراد يتم عن طريق استعراض سلسلة متباعدة من الشذرات التعلمية التي تتشكل من نشاطات تعلمية مختلفة وتشمل عروض المحتوى، التشخيص، اسئلة حول مثال معين، مساعدات للقيام بمهام وظيفية، اسئلة تفكرية، تعيينات، نقاش وخلافه. ويتم توصيل الشذرة إلى المتعلم بآساليب مختلفة منها البريد الإلكتروني، النصوص الالكترونية، تنيهاتف على الهواتف الذكية أو أي من ادوات التنبيه المختلفة. ويتم توصيلها بحسب فترات محددة سابقا لدعم تعلم المتعلم. وتسمي مجموعة الشذرات المتسلسلة بخيوط التعلم. ومن اجل فعالية تعلم عالية، يمكن إرسال الشذرات بشكل حيوي عند حصول  مسببات معينة مثل احتياجات المعلم أو نتيجة لتقييم تعلمي، أو اداء المتعلم.

## التسمية
شذرات التعلم هي ترجمة لمصطلح قالب:انك التي استنبطها مجموعة من الباحثين عام 2006 عندما تضافرت جامعات عالمية من الولايات المتحدة الاميركية والمملكة المتحدة لبحث سبل تحسين التعلم عبر الإنترنت. وحسب القاموس، يمكن ترجمة nugget إلى «كتل» فيصبج المصطلح: «كتل تعلمية».

## امثلة
من امثلة الشذرات التعلمية بحسب ما استكشفه مجموعة فوتجيتسو ومعهد ماساسوشتس للتكنولوجيا:
- فروض منزلية تنفذ عبر الإنترنت
- مقطع فيديو
- امتحان صغير لتقييم درجة التعلم
- رسوم متحركة تفاعلية
- تجربة علمية من خلال الويب
- لعبة تعلمية قصيرة
- محاكاة على الحاسوب
- نص بسيط حول الموضوع